# Stevens Point
Stevens Point és una població dels Estats Units a l'estat de Wisconsin. Segons el cens del 2000 tenia 24.551 habitants.

## Demografia
Segons el cens del 2000, Stevens Point tenia 24.551 habitants, 9.305 habitatges, i 4.652 famílies. La densitat de població era de 619,2 habitants per km².
Dels 9.305 habitatges en un 23,6% hi vivien nens de menys de 18 anys, en un 37,8% hi vivien parelles casades, en un 8,9% dones solteres, i en un 50% no eren unitats familiars. En el 33,4% dels habitatges hi vivien persones soles l'11,9% de les quals corresponia a persones de 65 anys o més que vivien soles. El nombre mitjà de persones vivint en cada habitatge era de 2,29 i el nombre mitjà de persones que vivien en cada família era de 2,95.
Per edats la població es repartia de la següent manera: un 18,2% tenia menys de 18 anys, un 30,8% entre 18 i 24, un 23,8% entre 25 i 44, un 15% de 45 a 60 i un 12,1% 65 anys o més.
L'edat mediana era de 26 anys. Per cada 100 dones de 18 o més anys hi havia 90,1 homes.
La renda mediana per habitatge era de 38.178$ i la renda mediana per família de 53.176$. Els homes tenien una renda mediana de 37.894$ mentre que les dones 28.114$. La renda per capita de la població era de 23.510$. Cap de les famílies estaven per davall del llindar de pobresa.

## Poblacions més properes
El següent diagrama mostra les poblacions més properes.